# Hippalgaon, Aurad
Hippalgaon là một làng thuộc tehsil Aurad, huyện Bidar, bang Karnataka, Ấn Độ.